# Termékeny félhold

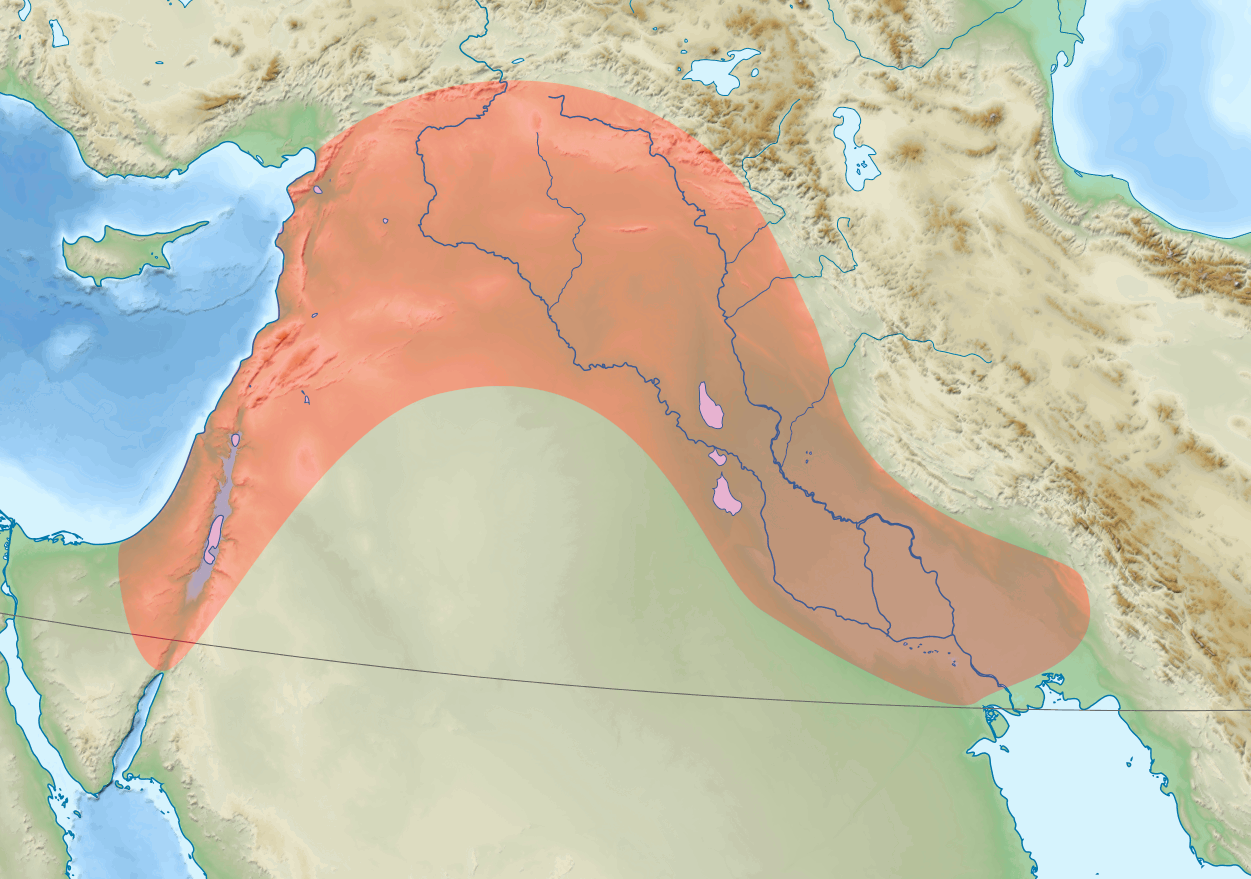
A termékeny félhold

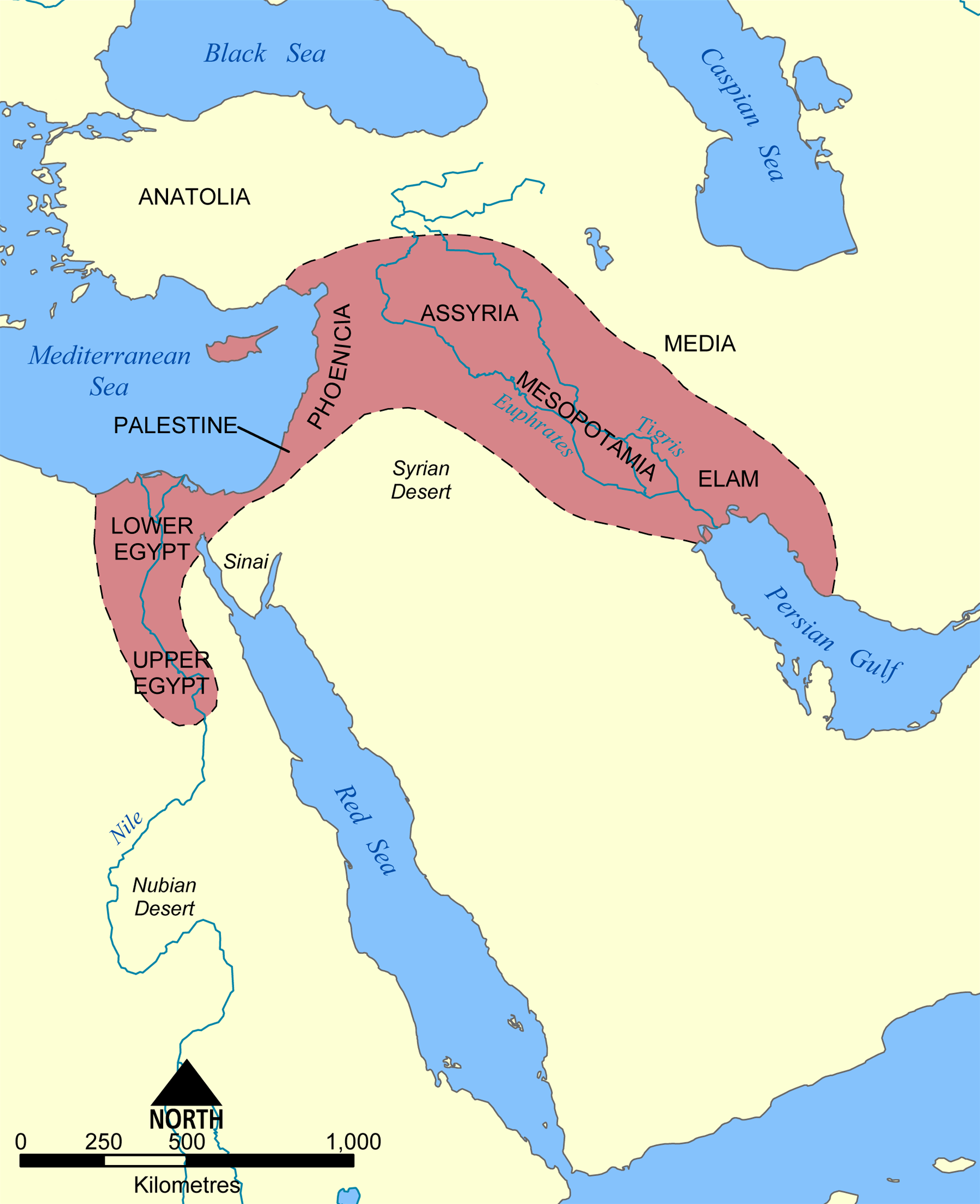
A termékeny félhold a Nílus völgyével

A termékeny félhold a Közel-Kelet egy félhold alakú területe, ami eredetileg Mezopotámiát és Kánaánt foglalta magában, de később hozzáértették a Nílus-völgyet, azaz az ókori Egyiptomot is. A fogalmat James Henry Breasted egyiptológus vezette be 1916-ban mint a civilizáció bölcsőjét. A fogalom rendkívül találó volt a térképen felvett alakja és termékeny földje folytán.

## Földrajza és éghajlata
Kánaán dombos vidékén a mediterrán növényzet a jellemző, az olajfa, füge, dió, mandula, pisztácia (görög nyelven: terminthosz), citrusfélék, szőlő, egyéb gyümölcsök, örökzöldek. Szíriában és Észak-Mezopotámia sztyeppei síkságán éppen elég a csapadék a földműveléshez és a legelőváltó állattenyésztéshez. Dél-Mezopotámia alluviális síkságán és a Nílus-völgyben a sivatagi éghajlat miatt azonban csak öntözéses földművelés lehetséges. Nem beszélhetünk tehát egységes területről éghajlati, földrajzi és gazdálkodási szempontból.

## A civilizáció bölcsője
A 20. század közepéig úgy gondolták, hogy a termékeny félhold volt a mezőgazdaság kialakulásának területe, de az ekkori új ásatások eredményeként arra a következtetésre jutottak, hogy az élelemtermelő gazdálkodásra való áttérésre a termékeny félhold peremterületein, a Zagrosz, Torosz-hegység, Libanoni-hegység és a Kármel-hegy lejtőin került sor. Azután az anatóliai Çatalhöyük és más lelőhelyek feltárása alapvetően változtatta meg ezt a képet.
A Tübingeni Egyetem kutatói 2013-ban megjelent tanulmányukban viszont az iráni Zagrosz-hegység lábainál fekvő újkőkori Csogha Golan-i ásatások nyomán azt a következtetést vonták le, hogy a földművelés az egész termékeny félholdon nagyjából egy időben, párhuzamosan alakult ki.

## Régészeti kultúrái
A mezőgazdaság kialakulásának területét a régészek a 2010-es évekig az i. e. 9000 előtt létező Natúf-kultúrához kötötték, amelynek nyomai nagyjából a későbbi Kánaán, Szíria valamint a Középső- és Délkeleti-Torosz déli lejtői, valamint a Zagrosz a Felső-Záb és Alsó-Záb vidékén – azaz az úgynevezett termékeny félhold peremterületei – voltak, ahol ehhez volt elegendő csapadék. Egy 2013-as tanulmány szerint viszont 11 700 évvel ezelőtt a félhold délkeleti területén, a mai Csogha Golan területén egy településcsoport - amely legalább 2200 éven keresztül létezett - egyre fejlettebb módszerekkel földművelési tevékenységet folytatott. Az első növények vadgabonafélék voltak, például vadárpa; ezeket később tovább nemesítették. Később új fajták is megjelentek, mint a tönkebúza vagy a szegesborsó, de a növénytermesztés mellett már küzdelmet folytattak a gyomnövények ellen is. A településcsoport utolsó időszakában eljutottak az árpa, a búza és a lencse hatékony termesztéséig. i. e. 9000 és i. e. 7000 között (PPNA) ez a terület észak felé Anatólia délkeleti részeire, kelet felé a Zagrosz egész északnyugati felére is kiterjedt, i. e. 5000-re (PPNB, Haszúna-kultúra, valamint a termékeny félholdon kívüli egyidejű kultúrák) pedig már Egyiptom, Délkelet-Európa, a Kaukázus, Dél-Irán valamint Baktria is beletartozott.
| Kultúra                | Időszak                | Terület                                              |
| ---------------------- | ---------------------- | ---------------------------------------------------- |
| Kebara-kultúra         | i. e. 18000–11000      | Palesztina                                           |
| Natúf-kultúra          | i. e. 11000–9300       | Palesztina, Fönícia és Szíria Eufrátesz-menti vidéke |
| PPNA                   | i. e. 9300–7300        | Levante, Szíria, Észak-Irak                          |
| PPNB                   | i. e. 7300–5900        | Észak-Levante, Dél-Anatólia                          |
| Haszúna-kultúra        | i. e. 6000–5500        | Észak-Irak                                           |
| Dzsarmó-kultúra        | i. e. 7. évezred eleje | Zagrosz, Kirkuktól keletre                           |
| Szamarra-kultúra       | i. e. 5600–5000        | Közép-Irak                                           |
| Halaf-kultúra          | i. e. 5500–4300        | Észak-Irak, Észak-Szíria, Kelet-Anatólia             |
| Ubaid-kultúra          | i. e. 5900–4300        | Dél-Irak                                             |
| Gavra-kultúra          | i. e. 4300–3100?       | Észak-Mezopotámia                                    |
| Uruk-kultúra           | i. e. 4300–3100        | Dél-Irak                                             |
| Dzsemdet Naszr-kultúra | i. e. 3100–2900        | Dél-Irak                                             |